# Ruisseau de Maudan

Le ruisseau de Maudan est une rivière pyrénéenne du sud de la France qui coule dans le département de la Haute-Garonne en région Occitanie. C'est un affluent direct de la Garonne en rive droite.

## Géographie
La longueur de son cours d'eau est de 12,2 km. Le ruisseau de Maudan prend sa source dans les Pyrénées centrales, au niveau du col d'Aouéran (2 176 mètres), sur le flanc nord du pic de Crabère (2 630 mètres), non loin de la frontière espagnole. Il est le premier affluent français d'importance de la Garonne à laquelle il donne ses eaux peu après le passage du fleuve en territoire français. Dès sa naissance, son cours est orienté de l'est vers l'ouest. Après un parcours de 12 kilomètres, il se jette dans la Garonne en rive droite, à un kilomètre en amont de la localité de Fos, elle-même située à 40 kilomètres en amont (au sud-est) de Saint-Gaudens.

## Communes et canton traversés
- Le ruisseau de Maudan coule dans deux communes du département de la Haute-Garonne[1] :Melles et Fos, toutes les deux dans le canton de Saint-Béat.

## Hydrologie
Le débit du ruisseau de Maudan a été observé à Fos sur une période de 48 ans (1961-2008).
Le débit moyen annuel de la rivière y est de 1,38 m3/s, pour une surface prise en compte de 38 kilomètres carrés, soit la quasi-totalité de son bassin versant.
La rivière présente des fluctuations saisonnières de débit typiques des torrents de haute montagne, liées à son régime surtout nival. Les hautes eaux de printemps portent le débit mensuel à des valeurs allant de 1,85 à 2,91 m3/s, d'avril à juin inclus (avec un sommet prononcé en mai). Elles sont dues essentiellement à la fonte des neiges, bien que des pluies se produisent également. À partir du mois de juin, le débit baisse rapidement pour atteindre l'étiage d'été dont le plancher se situe en août (0,522 m3/s). Dès septembre le débit remonte doucement vers un très léger sommet en décembre (1,38 m3/s) puis baisse légèrement en janvier sous l'effet des gels hivernaux (1( m3/s), valeur qui reste toujours très abondant, notons-le. 

Enfin, ce ne sont que des moyennes qui cachent des fluctuations bien plus prononcées sur de plus courtes périodes, et selon les années.
Le VCN3 peut en effet chuter jusque 0,110 m3/s en cas de période quinquennale sèche (110 litres), ce qui n'est pas encore très sévère, compte tenu de l'exiguïté du bassin versant.
Les crues peuvent être assez importantes, compte tenu de la taille minime du bassin versant. Les QIX 2 et QIX 5 valent respectivement 14 et 20 m3/s. Le QIX 10 est de 24 m3/s, le QIX 20 de 28 m/s, tandis que le QIX 50 se monte à 33 m3/s.
Toujours à Fos, le débit instantané maximal enregistré a été de 49 m3/s le 1er juin 1978, tandis que la valeur journalière maximale était de 19,3 m3/s le 5 octobre 1992. Si l'on compare la première de ces valeurs à l'échelle des QIX de la rivière, l'on constate que cette crue était largement supérieure au niveau défini par le QIX 50, et donc tout à fait exceptionnelle.
Le ruisseau de Maudan est une rivière très abondante, puissamment alimentée par les précipitations importantes qui tombent sur les hauts sommets pyrénéens. La lame d'eau écoulée dans le bassin versant de la rivière est de 1 145 millimètres annuellement (moyenne de la France tous bassins confondus : 320 millimètres). Le débit spécifique (Qsp) se monte de ce fait à 36,2 litres par seconde et par kilomètre carré de bassin.